# Апостольский нунций в Бразилии
Апостольский нунций в Федеративной Республике Бразилия — дипломатический представитель Святого Престола в Бразилии. Данный дипломатический пост занимает церковно-дипломатический представитель Ватикана в ранге посла. Как правило, в Бразилии апостольский нунций является дуайеном дипломатического корпуса, так как Бразилия — католическая страна. Апостольская нунциатура в Бразилии была учреждена на постоянной основе 27 июля 1829 года. Её резиденция находится в Бразилиа.
В настоящее время Апостольским нунцием в Бразилии является архиепископ Джамбаттиста Дикваттро, назначенный Папой Франциском 29 августа 2020 года.

## История
Апостольская интернунциатура в Бразильской империи была создана в 27 июля 1829 года. Апостольская нунциатура в Бразилии была учреждена 23 августа 1902 года и её резиденция находится в Бразилиа.

## Апостольские нунции в Бразилии
- Пьетро Остини — (17 июля 1829 — 2 сентября 1832 — назначен апостольским нунцием в Австрии);
- Лоренцо Барили — (13 мая 1848 — 26 мая 1851 — назначен апостольским делегатом в странах Южной Америки);
- Гаэтано Бедини — (18 марта 1852 — 20 июня 1856 — назначен секретарём Священной Конгрегации Пропаганды Веры);
- Винсентиус Массони — (26 сентября 1856 — 3 июня 1857);
- Мариано Фальчинелли Антониаччи, O.S.B. — (30 марта 1858 — 14 августа 1863 — назначен апостольским нунцием в Австрии);
- Чезаре Рончетти — (18 июля 1876 — 8 августа 1879 — назначен апостольским нунцием в Баварии);
- Анджело ди Пьетро — (30 сентября 1879 — 21 марта 1882 — назначен апостольским нунцием в Баварии);
- Марио Моченни — (28 марта 1882 — 18 октября 1882 — назначен субститутом Государственного секретариата Святого Престола);
- Винченцо Ваннутелли — (22 декабря 1882 — 4 октября 1883 — назначен апостольским нунцием в Португалии)
- Рокко Коккья, O.F.M. Cap. — (6 мая 1884 — 23 мая 1887 — назначен архиепископом Кьети);
- Джироламо Мария Готти, O.C.D. — (19 апреля 1892 — 29 ноября 1895 — назначен префектом Священной Конгрегации индульгенций и священных реликвий);
- Жозе Макки — (26 октября 1897 — 26 августа 1902 — назначен апостольским нунцием в Германии);
- Джулио Тонти — (27 августа 1902 — 4 октября 1906 — назначен апостольским нунцием в Португалии);
- Алессандро Бавона — (13 ноября 1906 — 2 февраля 1911 — назначен апостольским нунцием в Австрии);
- Джузеппе Аверса — (2 марта 1911 — 4 декабря 1916 — назначен апостольским нунцием в Баварии);
- Анджело Джачинто Скапардини, O.P. — (4 декабря 1916—1920);
- Энрико Гаспарри — (1 сентября 1920 — 18 мая 1933 — назначен префектом Верховного Трибунала Апостольской Сигнатуры);
- Бенедетто Алоизи Мазелла — (26 апреля 1927 — 18 февраля 1946 — назначен секретарём Священной Конгрегации дисциплины таинств);
- Карло Кьярло — (19 марта 1946 — 1 сентября 1954 — назначен официалом Государственного секретариата Святого Престола);
- Армандо Ломбарди — (24 сентября 1954 — 4 мая 1964);
- Себастьяно Баджо — (26 мая 1964 — 23 июня 1969 — назначен архиепископом Кальяри);
- Умберто Моццони — (19 апреля 1969—1973 — назначен официалом Римской курии);
- Кармине Рокко — (22 мая 1973 — 12 мая 1982);
- Карло Фурно — (21 августа 1982 — 15 апреля 1992 — назначен апостольским нунцием в Италии);
- Альфио Раписарда — (2 июня 1992 — 12 октября 2002 — назначен апостольским нунцием в Португалии);
- Лоренцо Бальдиссери — (12 ноября 2002 — 11 января 2012 — назначен секретарём Конгрегации по делам епископов);
- Джованни Д’Аньелло — (10 февраля 2012 — 1 июня 2020 — назначен апостольским нунцием в России);
- Джамбаттиста Дикваттро — (29 августа 2020 — по настоящее время).